# Monte (legislación)
En España, se denomina tradicionalmente monte a tierra sin cultivar, cubierta de árboles, arbustos o matas. Es una categoría de uso del suelo que incluye terrenos arbolados y desarbolados no agrícolas ni urbanos. La importancia de su legislación está en el control de la deforestación y la reforestación del mismo.
Actualmente, la Ley de Montes vigente es la Ley 43/2003.

## Concepto legal de monte en España

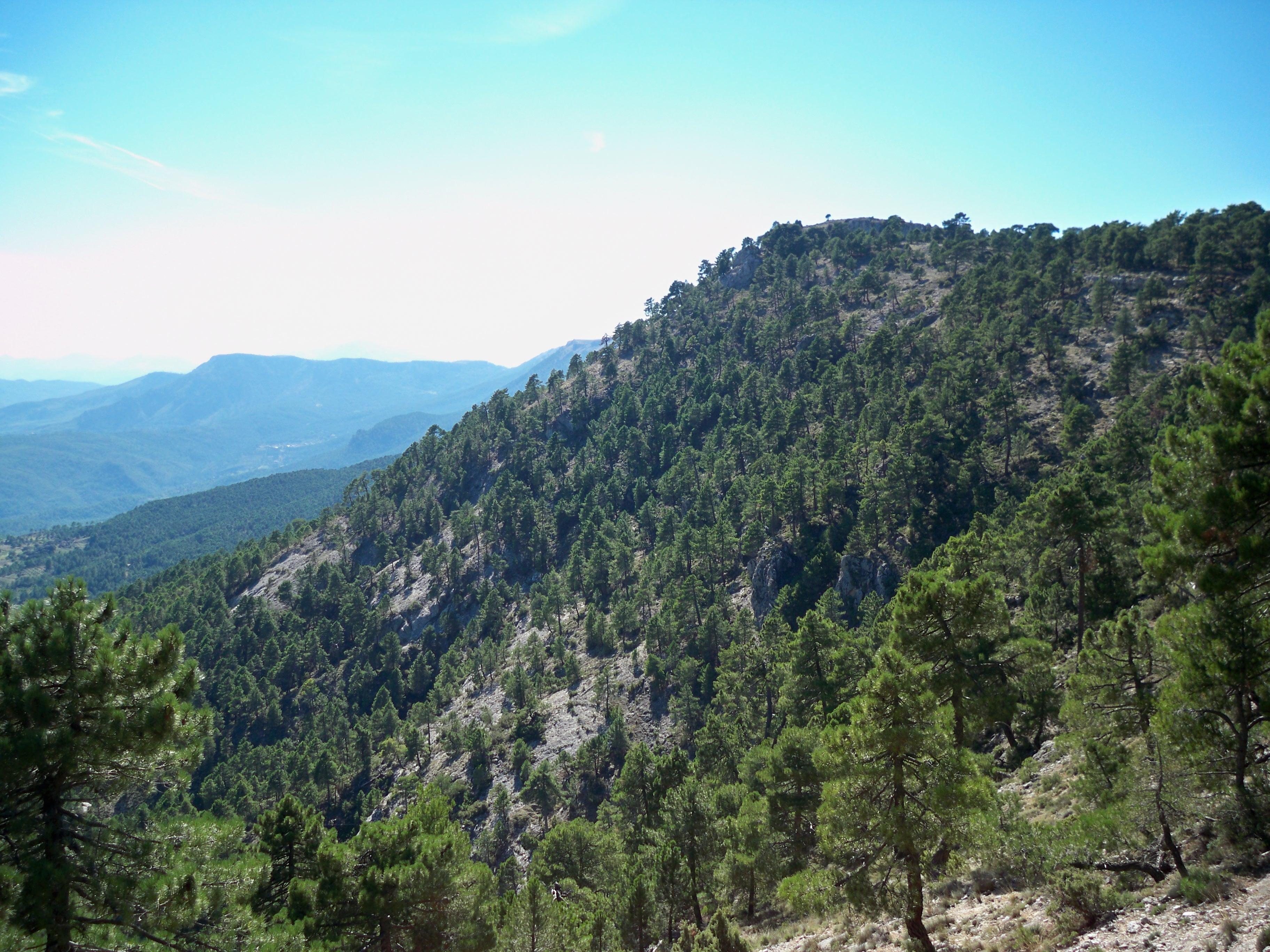
Monte de pinos en el municipio de Molinicos (Albacete).

Se entiende por monte que todo terreno en el que vegetan especies forestales arbóreas, arbustivas, de matorral o herbáceas, sea espontáneamente o procedan de siembra o plantación, que cumplan o puedan cumplir funciones ambientales, protectoras, productoras, culturales, paisajísticas o recreativas.
1. Tienen también la consideración de monte:
a) Los terrenos yermos, roquedos y arenales. 
b) Las construcciones e infraestructuras destinadas al servicio del monte en el que se ubican.
c) Los terrenos agrícolas abandonados que cumplan las condiciones y plazos que determine la comunidad autónoma, y siempre que hayan adquirido signos inequívocos de su estado forestal.
d) Todo terreno que, sin reunir las características descritas anteriormente, se adscriba a la finalidad de ser repoblado o transformado al uso forestal, de conformidad con la normativa aplicable.
e) Los enclaves forestales en terrenos agrícolas con la superficie mínima determinada por la comunidad autónoma.
2. No tienen la consideración de monte:
a) Los terrenos dedicados al cultivo agrícola.
b) Los terrenos urbanos y aquellos otros que excluya la comunidad autónoma en su normativa forestal y urbanística. 
3. Las comunidades autónomas, de acuerdo con las características de su territorio, podrán determinar la dimensión de la unidad administrativa mínima que será considerada monte a los efectos de la aplicación de esta ley.Su formación típica es el matorral o estepa arbustiva, que deja grandes manchones de suelo desnudo; no crecen árboles, excepto a lo largo de los ríos permanentes.
Los arbustos predominantes son la jarilla, el retamo y varias formas de algarrobos arbustivos.
La fauna incluye numerosos roedores, como la mara (en especial, en el sector austral), la vizcacha, el cuis y el tuco-tuco, además de otros mamíferos, como el zorro, la comadreja overa, el hurón y el gato de los pajonales.y para la prosima pongan el clima

## Método de beneficio
Los métodos de beneficio o formas fundamentales de masa clasifican a las masa arbóreas según su forma de reproducción y se definen clásicamente como:
- monte alto : Todos los pies proceden de semilla (reproducción sexual). Los pies o árboles reciben el nombre de brinzales
- monte medio: Cuando coexisten pies de la misma especie procedentes de semilla y procedentes de brote.
- monte bajo : Todos los pies proceden de reproducción asexual, brotes de cepa o de raíz. Estos pies reciben el nombre de chirpiales.

## Formas principales de masa
Clasifican los montes según la distribución de las edades de sus pies, consideradas individualmente o agrupándolas en clases artificiales de edad. Es fecuente encontrar que las Instrucciones de Ordenación de Montes arbolados recomiende la adopción de clases de edad de 20, 25 o 30 años. La clase artificial de edad viene ligada a la gestión humana del monte, partiendo de variables como periodo de regeneración o ciclo de entresaca:
- Coetánea cuando al menos el 90 por 100 de los pies de las especies principales tenga la misma edad individual.
- Regular cuando al menos el 90 por 100 de los pies de las e species principales pertenecen a la misma clase artificial de edad
- Semirregular cuando al menos el 90 por 100 de los pies de las especies principales pertenecen a dos clases de edad cíclicamente contiguas.
- La irregularidad comprenderá el resto de las posibles agrupaciones de edades o de clases artificiales de edad.

## Gestión forestal
La gestión forestal se realiza a través de los denominados instrumentos de gestión forestal también denominados instrumentos de ordenación forestal IOF ; bajo esta denominación se incluyen los proyectos de ordenación de montes, los planes dasocráticos, los planes técnicos u otras figuras equivalentes. Se denomina monte ordenado al que dispone de instrumento de gestión forestal vigente.

Se considera a efectos legales que la gestión forestal es sostenible cuando se procede a la procedimiento de Certificación forestal.

### Certificación forestal
La Certificación Forestal es un instrumento que garantiza y demuestra al consumidor que la madera o cualquier otro recurso forestal (corcho, resinas...) procede de un bosque gestionado de manera sostenible. El cumplimiento de los requisitos de la certificación es evaluado por una auditoría externa sobre la base de estándares reconocidos internacionalmente.
La certificación forestal es un procedimiento voluntario por el que una tercera parte independiente proporciona una garantía escrita tanto de que la gestión forestal es conforme con criterios de sostenibilidad como de que se realiza un seguimiento fiable desde el origen de los productos forestales.

#### Instrumentos
La certificación forestal consta de una serie de instrumentos 

##### Referente Técnico
Recoge toda la información prevista en la norma de certificación aplicable a la unidad de gestión regional, convirtiéndose en un documento de análisis del sector forestal sobre la base de los seis Criterios Paneuropeos sobre Gestión Forestal Sostenible.

##### Sistema de Control
Establece el Régimen de adscritos (altas, bajas, solicitud, etc.), los derechos y deberes de los adscritos y, las funciones de la entidad solicitante.

##### Planes de Gestión
Materializan la planificación de la gestión forestal sostenible en las unidades de gestión. Para adscribirse al certificado regional es necesario tener un plan de gestión aprobado por la autoridad competente y en vigor, y realizar las actuaciones conforme a lo establecido en el plan especial.

#### Sellos de certificación
Existen dos sellos para la certificación de la Gestión Forestal Sostenible en España, reconocibles en los productos y en el material divulgativo, estos son PEFC y FSC.

## Propiedad
Por razón de su titularidad los montes pueden ser públicos o privados.